# 久埜茂

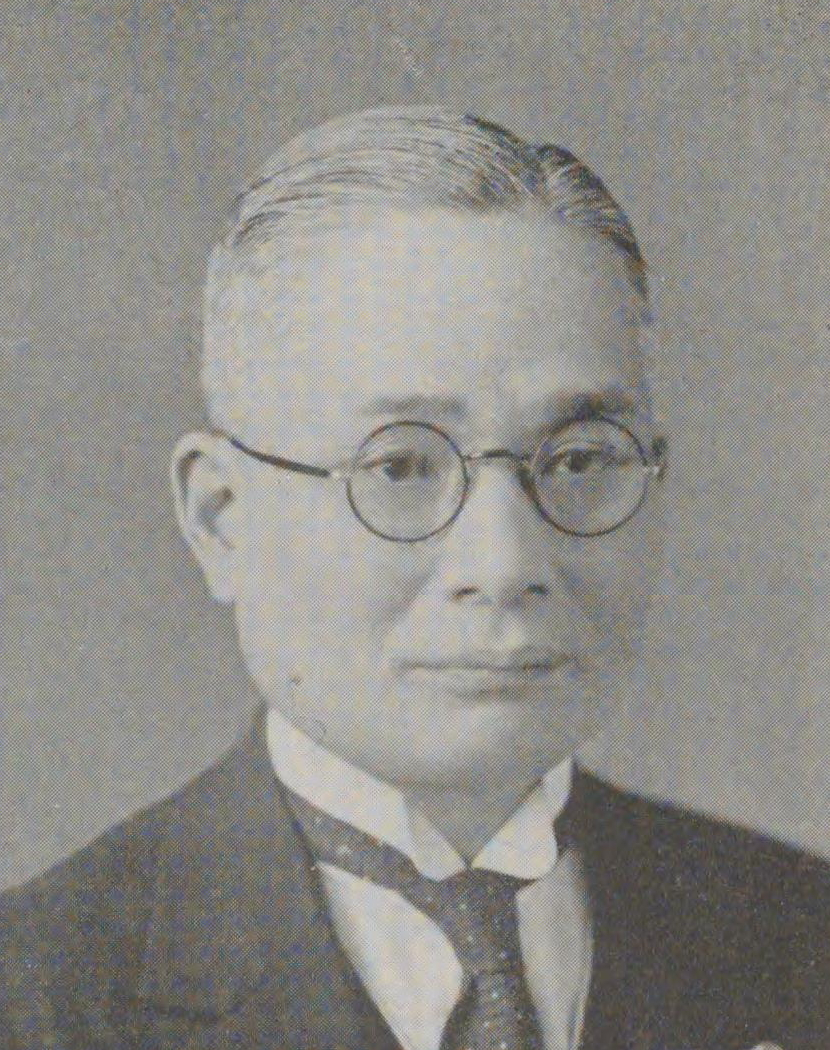
久埜茂

久埜 茂（くの しげる、1884年（明治17年）10月 - 1970年（昭和45年））は、日本の逓信官僚、弁護士。元逓信省郵務局長。

## 経歴
鳥取県会見郡西福原村（現米子市西福原）出身。久埜龜吉の長男。
米子中学（現米子東高校）、岡山の第六高等学校を卒業。次いで上京し東京帝国大学法科大学法律学科（獨法）へ入り1911年（明治44年）卒業。文官高等試験に合格し逓信省に入る。以来、通信事務官補、逓信局事務官補、逓信局副事務官兼戦時船舶管理局事務官、管船局書記官、逓信書記官兼高等海員審判所審判官、台湾総督府交通局参事、逓信大臣官房秘書課長同監察課長、広島逓信局長、逓信省郵務局長兼逓信官吏練習所長などを歴任した。
1936年（昭和11年）3月に退官。同年5月、逓信省主導で設立された九州北部の発電会社西部共同火力発電（本社は東京）の代表取締役常務に就任し、1939年（昭和14年）4月の会社解散まで在任した。その後弁護士となり、米子に帰って開業する。のち再び上京して東京で亡くなった。

## 人物像
茂は25年間、逓信省に在職したが、その間、有給休暇を一度もとらず、自身の結婚式のときでさえ、本人の写真を飾って花婿不在の式を挙げたという。
宗教は浄土宗。

## 家族・親族

### 久埜家
（鳥取県米子市西福原）
久埜家は西伯郡福米村の名門だった。昔からこの地方の人は「久埜の智慧すじにはかなわん」といった。茂の弟たち（勉、昇、卓）もまた東大法科を出た。久埜の四人兄弟は郷党の間でも有名だった。
- 祖母・やす（鳥取、角勇三郎二女、天保14年6月生[4]）
- 継母・なみ（鳥取、小谷時治郎長女、明治6年11月生[4]）
- 父・龜吉[5]
- 弟
  - 昇（三菱製鋼元社長）
  - 勉
  - 卓
- 妻・富野（米子市東倉吉町、呉服太物商、鳥取県多額納税者・木村吉兵衛妹[6]）
- その他の親戚 
  - 名島嘉吉郎（肥料商・多額納税者）
  - 後藤市右衛門（後藤家13代当主、実業家）など